# Stazione di Shibaura-Futō
La Stazione di Shibaura-Futō (芝浦ふ頭駅?, Shibaura-Futō-eki) è una stazione ferroviaria di Tokyo, si trova a Minato e serve il people mover Yurikamome.

## Linee

### People Mover
- Yurikamome